# Acanthoplesiops naka
Acanthoplesiops naka is een straalvinnige vissensoort uit de familie van de rifwachters of rondkoppen (Plesiopidae). De wetenschappelijke naam van de soort is voor het eerst geldig gepubliceerd in 2004 door Mooi & Gill.